# Dôme de Rochefort
El Dôme de Rochefort (4.015 m) es una montaña en los Alpes, en el macizo del Mont Blanc, en la frontera entre Francia e Italia. Forma parte del grupo de Rochefort. La montaña se encuentra a lo largo de la línea de cresta que conduce al grupo de las Grandes Jorasses. Está en la Alta Saboya de Francia y el Valle de Aosta en Italia.
Según la clasificación SOIUSA, el Dôme de Rochefort pertenece:
- Gran parte: Alpes occidentales
- Gran sector: Alpes del noroeste
- Sección: Alpes Grayos
- Subsección: Alpes del Mont Blanc
- Supergrupo: Macizo del Mont Blanc
- Grupo: Cadena Rochefort-Grandes Jorasses-Leschaux
- Subgrupo: Grupo de Rochefort
- Código: I/B-7.V-B.4.a/b